# Arroyo Maldonado (Uruguay)
El arroyo Maldonado es un curso fluvial uruguayo situado en la región sureste de la república, discurriendo por el departamento de Maldonado, desde su nacimiento en el sector serrano del área septentrional del departamento, hasta su desembocadura en el océano Atlántico sudoccidental, al este de la ciudad turística de Punta del Este. 

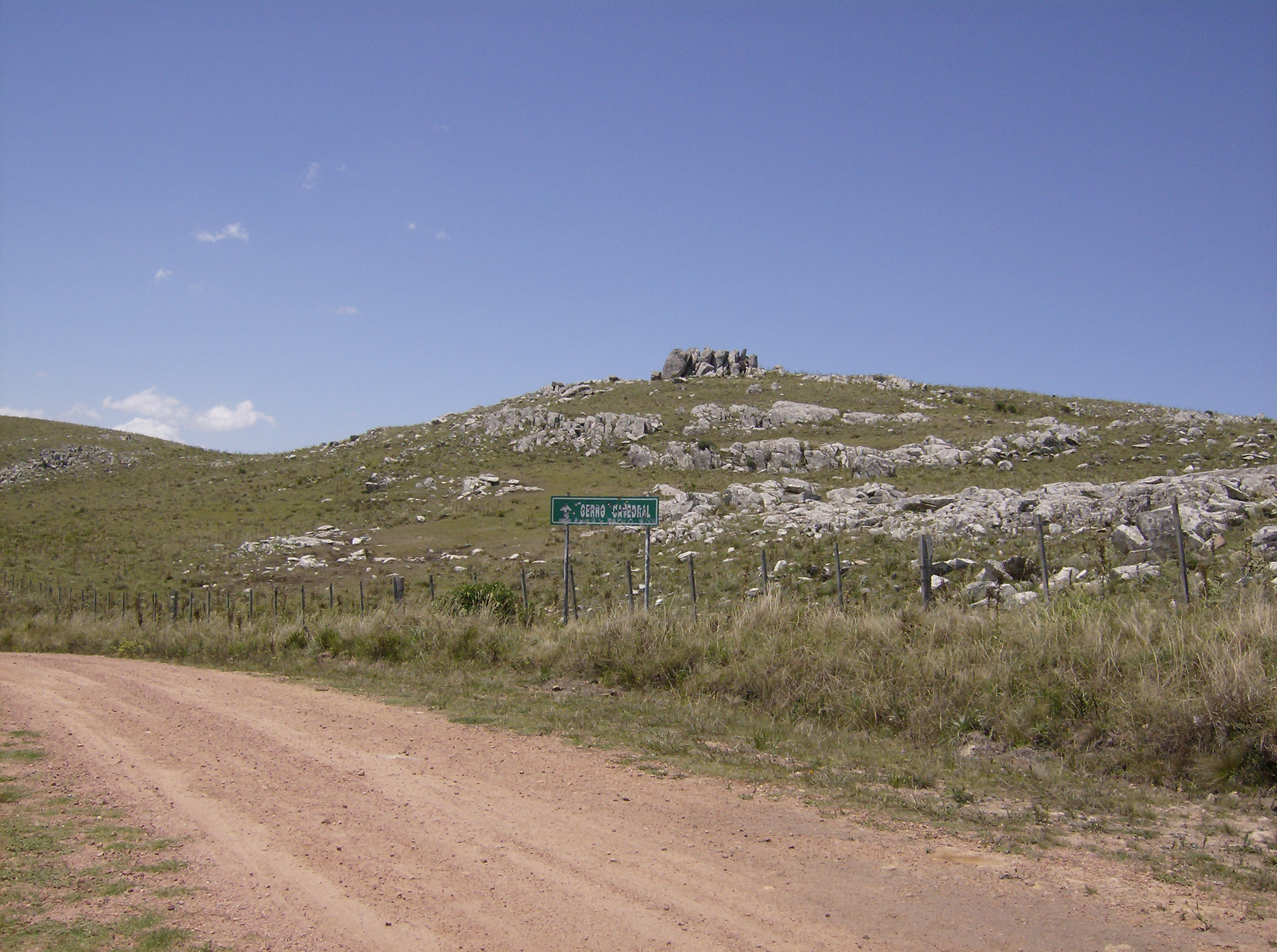
El cerro Catedral, de 513,6, es la cumbre máxima del Uruguay. La región serrana donde se encuentra es parte de la alta cuenca oriental de este arroyo.

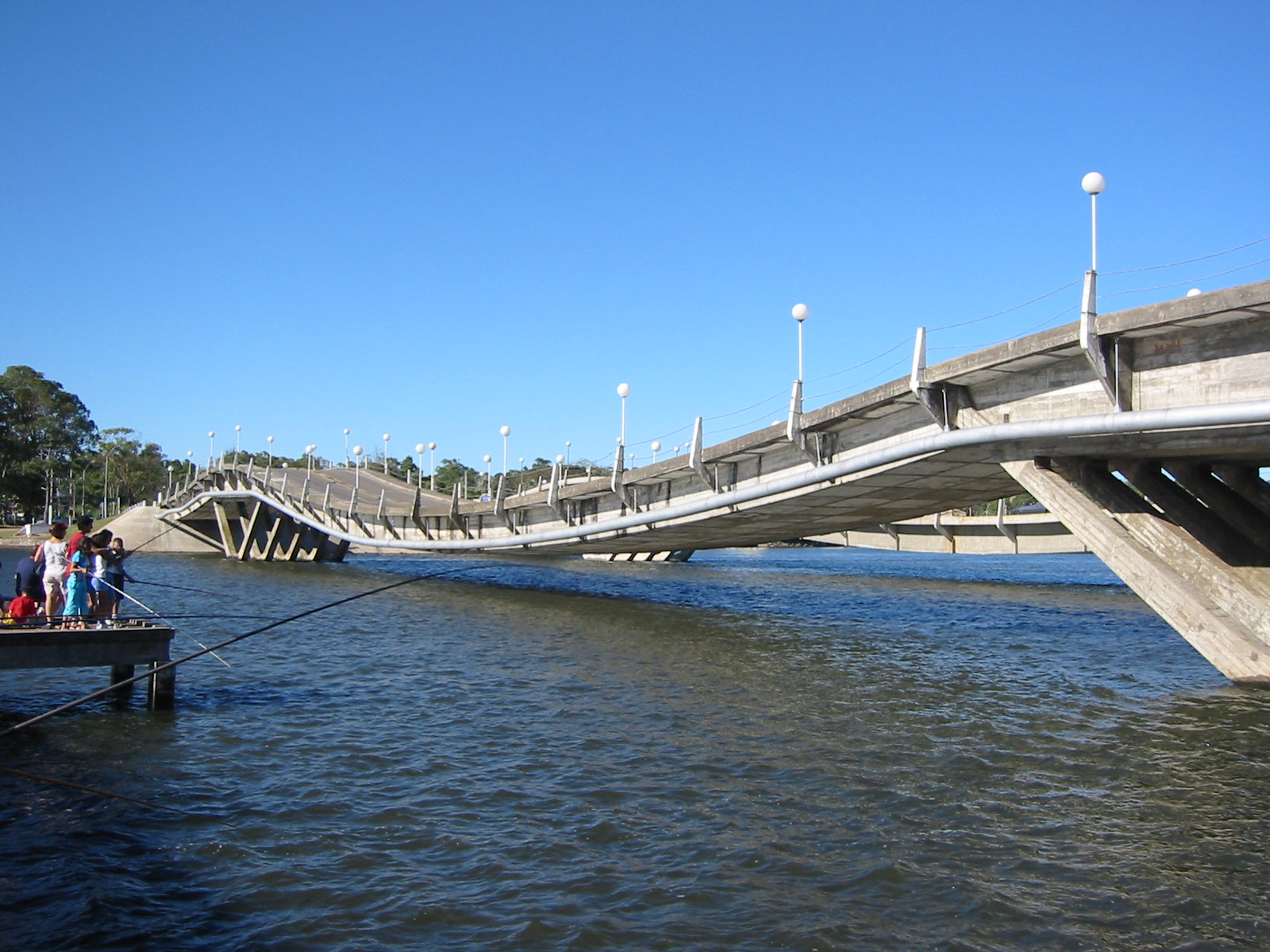
Puente Leonel Viera.

## Recorrido
Las fuentes de este curso fluvial se encuentran en el sistema serrano de los Caracoles. Dentro de su alta cuenca se encuentra la altura máxima del Uruguay: el cerro Catedral, de 513,6 m s. n. m.. Discurre hacia el sur, corriendo paralelo a la ruta nacional 39 (situada al occidente del arroyo). Posteriormente es atravesado por la vía férrea a  Rocha, la ruta nacional 9 e inmediatamente bordea el este de la ciudad de San Carlos, donde se encuentra el parque del mismo nombre, de añosa arboleda. Aguas abajo recibe por su margen derecha su afluente principal: el arroyo San Carlos.    
Tramo inferior

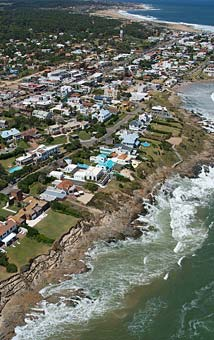
Tramo ribereño de la localidad balnearia de La Barra. El sector inferior izquierdo de la imagen corresponde al área estuarial de la desembocadura del arroyo Maldonado.

En su tramo inferior posee numerosas islas, la mayor de ellas, justo al oeste de la localidad de El Tesoro, es de 1300 metros de largo por cerca de 500 de ancho, contando con lagunas en su interior. Luego de esta gran isla el arroyo es cruzado por uno de los puentes que, por su forma ondulante, está entre los más famosos del país, y una de las inconfundibles postales emblemáticas de Punta del Este: el puente Leonel Viera de la ruta nacional 10. Fue inaugurado en 1965, siendo una obra del constructor Leonel Viera. Fue un proyecto constructivo osado y particular, realizado utilizando el sistema de banda tensada. Al cruzarlo velozmente genera vértigo en el que lo transita.
Finalmente, este arroyo presenta un área con características estuariales, justo antes de desembocar en el océano Atlántico sudoccidental, separando la localidad balnearia de La Barra —situada en su margen izquierda (este)— del sector más oriental de las playas esteñas de Playa Brava —situada en su margen derecha (oeste)—. Este lugar es un sitio destacado para la observación de aves limícolas migradoras y marinas, contando con importantes registros, entre los que se cuentan el del correlimos menudo y el del petrel gigante subantártico. Su boca se encuentra localizada en las coordenadas: 34°54′57″S 54°52′00″O / -34.91583, -54.86667.

## Caracterización biológica
Fitogeográficamente su cuenca corresponde al distrito fitogeográfico pampeano uruguayense de la provincia fitogeográfica pampeana. El tramo de su desembocadura corresponde al distrito fitogeográfico de la restinga —conocido en el Uruguay como "bosques y matorrales psamófilos"—, perteneciente a la «provincia fitogeográfica de la mata atlántica».
Ecorregionalmente, el área territorial que cubre su cuenca corresponde a la Ecorregión terrestre sabana uruguayense. Las mismas aguas del arroyo y las de todos sus afluentes que forman su cuenca pertenecen a la Ecorregión de agua dulce laguna dos Patos, rica en endemismos. Su sector estuarial corresponde al área de contacto entre las ecorregiones marinas Río de la Plata y plataforma Uruguay–Buenos Aires.
Los humedales son un sitio interesante para el avistamiento de aves. Han sido denominados IBA, por su importancia ornitológica.